# Rubia ovatifolia
Rubia ovatifolia är en måreväxtart som beskrevs av Z.Ying Zhang och Q.Lin. Rubia ovatifolia ingår i släktet krappar, och familjen måreväxter. Inga underarter finns listade i Catalogue of Life.